# Liste der Monuments historiques in Moulin-sous-Touvent
Die Liste der Monuments historiques in Moulin-sous-Touvent führt die Monuments historiques in der französischen Gemeinde Moulin-sous-Touvent auf.

## Liste der Bauwerke
| Bezeichnung                    | Beschreibung | Standort | Kennzeichnung | Schutzstatus | Datum | Bild           |
| ------------------------------ | ------------ | -------- | ------------- | ------------ | ----- | -------------- |
| Kirche St-Médard               |              | (Lage)   | PA00114764    | Classé       | 1920  | weitere Bilder |
| Schlachtfeld Butte des Zouaves | 1914, 1942   | (Lage)   | PA60000049    | Inscrit      | 2002  | weitere Bilder |